# ملاتقی (گنبد کاووس)
ملاتقی، روستایی است از توابع بخش مرکزی شهرستان گنبد کاووس در استان گلستان ایران.

## جمعیت
این روستا در دهستان فجر قرار داشته و براساس سرشماری سال ۱۳۸۵جمعیت آن ۱٬۹۶۴نفر (۴۷۳خانوار) بوده است.